# Bisdom Guaxupé
Het bisdom Guaxupé (Latijn: Dioecesis Guaxupensis) is een rooms-katholiek bisdom met als zetel Guaxupé, in Brazilië. Het bisdom is suffragaan aan het aartsbisdom Pouso Alegre.

## Geschiedenis
Het bisdom werd opgericht op 3 februari 1916, uit delen van het bisdom Pouso Alegre, en was suffragaan aan het aartsbisdom Belo Horizonte. Op 14 april 1962 wisselde het van kerkprovincie en werd suffragaan aan het aartsbisdom Pouso Alegre. 

## Parochies
Het bisdom had in 2021 een oppervlakte van 17.544 km2 en telde 949.400 inwoners waarvan 71,9% rooms-katholiek was.

## Bisschoppen
- Antônio Augusto de Assis (7 februari 1916 - 2 augustus 1918)
- António Emidio Corrêa (3 juli 1919 - 1920)
- Ranulfo da Silva Farias (22 april 1920 - 5 augustus 1939)
- Hugo Bressane de Araújo (19 september 1940 - 3 september 1951)
- Inácio João Dal Monte (21 mei 1952 - 29 mei 1963)
- José de Almeida Batista Pereira (2 april 1964 - 16 januari 1976)
- José Alberto Lopes de Castro Pinto (16 januari 1976 - 14 september 1989)
- José Geraldo Oliveira do Valle (14 september 1989 - 19 april 2006; coadjutor sinds 31 augustus 1988)
- José Mauro Pereira Bastos (19 april 2006 - 14 september 2006)
- José de Lanza Neto (13 juni 2007 - heden)

Pouso Alegre (aartsbisdom) · Campanha · Guaxupé